# اشن (لیختن‌اشتاین)
اشن (به لاتین: Eschen) یک شهر در کشور لیختن‌اشتاین است.

## خصوصیات
اشن ۱۰٫۳ کیلومترمربع مساحت دارد ۴۵۳ متر بالاتر از سطح دریا واقع شده‌است.